# Benedikt Venusi
Benedikt Venusi (* 2. Februar 1751 in Klostergrab, Leitmeritzer Kreis; † 13. Januar 1823 in Osek) war Abt des Zisterzienser-Klosters Osek.

## Leben
Venusi besuchte die Jesuitenschule in Mariaschein und studierte Katholische Theologie in Prag. Sowohl in Mariaschein, als auch am Prager St.-Wenzels-Seminar versah er die Organistenstelle. Im November 1771 trat er in das Kloster Osseg ein. 1775 legte er die Ordensgelübde ab erhielt im April 1779 die Priesterweihe. Am 24. Oktober 1798 wurde er zum Abt des Klosters gewählt. Dieses Amt bekleide er bis zu seinem Tod.
Schon in frühen Lebensjahren hatte er sich als begabter Musiker bewährt. Er spielte Orgel und Violine und komponierte für beide Instrumente Musikstücke. Als Theologe beschäftigte er sich im Alter mit dem Studium des Pentateuch, den er übersetzte und mit einem hebräisch-deutsch-lateinischen Wörterbuch unter dem Titel: „Heilige Geschichte“, 1. und 2. Band (Prag 1820 und 1821, gr. 4°.) im Druck herausgab. 1811 übernahm er das Komotauer Gymnasium und besetzte den Lehrkörper mit Stiftsgeistlichen. Er starb 1823, 72 Jahre alt, und hinterließ das Stift wegen der äußeren Umstände (Napoleonische Kriege und Misswirtschaft) mit hohen Schulden.